# Shinya Sato
Shinya Sato (佐藤 真也 Sato Shinya?), född 13 november 1978 i Kumamoto prefektur, är en japansk före detta fotbollsspelare.
Sato började sin karriär 2001 i Okinawa Kariyushi FC. 2003 flyttade han till FC Ryukyu. Efter FC Ryukyu spelade han för Giravanz Kitakyushu. Han spelade 82 ligamatcher för klubben. Han avslutade karriären 2011.